# Trojhranná kost
Trojhranná kost (latinsky: os triquetrum) patří mezi kosti horní končetiny. Je uložená v proximální řadě zápěstních kůstek. Proximálně nese styčnou plošku pro spojení s kostmi předloktí, laterálně pro spojení s poloměsíčitou kostí (os lunatum), distálně pro spojení s hákovou kostí (os hamatum), palmárně pro spojení s hráškovou kostí (os pisiforme).